# Rudaczek liliobrody
Rudaczek liliobrody, liliobrodzik, koliberek liliobrody, liliobrodek (Selasphorus calliope) – gatunek wędrownego ptaka z rodziny kolibrowatych (Trochilidae), jeden z mniejszych gatunków kolibrów. Zamieszkuje Amerykę Północną. Jego lot tokowy przypomina płytką literę „U”.

## Systematyka
Takson był umieszczany w monotypowym rodzaju Stellula, ale dane genetyczne sugerują, że Selasphorus byłby parafiletyczny, gdyby wykluczyć z niego calliope; zmiany te zostały zaakceptowane przez AOU. Nie wyróżnia się podgatunków. Proponowany podgatunek lowei (opisany z meksykańskiego stanu Guerrero) nie jest uznawany.

## Morfologia
Długość ciała 7–7,5 cm. Krótki dziób, szeroki, nierozwidlony oraz krótki ogon. Samiec – widoczna kryza z wydłużonych, różowopurpurowych piór; boki oliwkowopłowe. Samica nie ma kryzy, z gardłem pokrytym ciemnymi plamami, płowym odcieniem na bokach i piersi.

## Zasięg, środowisko
Łąki, gęste zarośla i podszyt w górskich lasach iglastych Ameryki Północnej – w południowo-zachodniej Kanadzie i zachodnich USA. Zimuje w zachodnio-środkowym i południowo-środkowym Meksyku.

## Status
IUCN uznaje rudaczka liliobrodego za gatunek najmniejszej troski (LC, Least Concern) nieprzerwanie od 1988 roku. Organizacja Partners in Flight w 2019 roku szacowała liczebność światowej populacji na około 4,5 miliona dorosłych osobników. Trend liczebności populacji uznawany jest za wzrostowy.